# Sicyopterus punctissimus
Sicyopterus punctissimus és una espècie de peix de la família dels gòbids i de l'ordre dels perciformes.

## Morfologia
- Els mascles poden assolir 12,2 cm de longitud total.
- Nombre de vèrtebres: 25.[5]

## Hàbitat
És un peix d'aigua dolça, de clima tropical i demersal.

## Distribució geogràfica
Es troba a Àfrica: Madagascar.

## Observacions
És inofensiu per als humans.